# Simyra pallens
Simyra pallens là một loài bướm đêm trong họ Noctuidae.